# Wedeholz
Das Wedeholz ist ein Waldgebiet und der Name eines Naturschutzgebietes in der Gemeinde Kirchlinteln im Landkreis Verden und in der Gemeinde Westerwalsede im Landkreis Rotenburg (Wümme).

## Naturschutzgebiet
Das Naturschutzgebiet mit dem Kennzeichen NSG LÜ 348 ist rund 183 Hektar groß. Davon entfallen etwa 169 Hektar auf den Landkreis Verden und etwa 14 Hektar auf den Landkreis Rotenburg (Wümme). Das Naturschutzgebiet ist deckungsgleich mit dem gleichnamigen FFH-Gebiet. Das Gebiet steht seit dem 1. Februar 2019 unter Naturschutz. Zuständige untere Naturschutzbehörden sind die Landkreise Verden und Rotenburg (Wümme).
Das Naturschutzgebiet liegt zwischen Verden (Aller) und Rotenburg (Wümme). Es stellt ein Eichen- und Buchenwaldgebiet auf einem flachen Geesthügel unter Schutz. Die Wälder sind überwiegend als Eichenwälder mit Stieleiche und Hainsimsen-Buchenwälder mit Rotbuche ausgeprägt. Vielfach sind Douglasie, Fichte und Roteiche als nicht standorttypische Baumarten beigemischt. Die Wälder verfügen über einen relativ hohen Alt- und Totholzanteil. Teilweise sind alte Hutewaldreste erhalten. Im Norden des Schutzgebietes ist ein Teil des Gebietes als Naturwaldreservat ausgewiesen. Im Osten des Schutzgebietes ist kleinflächig ein Übergangs- und Schwingrasenmoor mit torfmoosreichen Seggen- und Wollgrasbeständen ausgebildet. Hier sind auch kleinflächige Kiefern-Bruchwälder ausgebildet.
Das Naturschutzgebiet ist Lebensraum der Fledermausarten Bechsteinfledermaus, Großes Mausohr, Große Bartfledermaus, Kleine Bartfledermaus, Fransenfledermaus, Großer Abendsegler, Kleiner Abendsegler, Wasserfledermaus und Breitflügelfledermaus. Weiterhin ist es Lebensraum unter anderem von Uhu, Rotmilan, Schwarz-, Bunt-, Mittel- und Kleinspecht, Hohltaube, Gartenbaumläufer, Trauer- und Grauschnäpper und hat besondere Bedeutung für verschiedene totholzbewohnende Käferarten.
Durch das Naturschutzgebiet verläuft die Kreisstraße 11, die das Gebiet in einen nördlichen und einen südlichen Bereich teilt. Außerdem verlaufen durch das Naturschutzgebiet mehrere Wege.